# Epischura fluviatilis
Epischura fluviatilis is een eenoogkreeftjessoort uit de familie van de Temoridae. De wetenschappelijke naam van de soort is voor het eerst geldig gepubliceerd in 1883 door Herrick.